# SG Germania Wiesbaden
SG Germania Wiesbaden is een Duitse voetbalclub uit de Hessense hoofdstad Wiesbaden.

## Geschiedenis
De club werd opgericht in september 1903 toen de straatploegen FC Columbia en FC Deutschland fuseerden. In 1907 promoveerde de club naar de hoogste klasse van de Zuidmaincompetitie, maar degradeerde na één jaar. Na de Eerste Wereldoorlog fuseerde de club met Wiesbadener Fußballverein tot FV Germania.
In 1920 werd de club Hessens kampioen en plaatste zich zo voor de Zuid-Duitse eindronde, waar ze in de groepsfase uitgeschakeld werden. Na een plaats in de middenmoot ging de competitie in 1921 op in de Rijnhessen-Saarcompetitie, die eerst uit vier reeksen bestond en over twee seizoenen werd teruggebracht naar één reeks. De club overleefde de eerste schifting, maar in 1922/23 degradeerde de club. Na de herinvoering van de Hessense competitie in 1927/28 promoveerde de club weer, maar werd laatste en degradeerde ook meteen.
Na de Tweede Wereldoorlog werd de club heropgericht als SC Germania Wiesbaden en nam in 1949 de huidige naam aan. In 1953 promoveerde de club naar de 1. Amateurliga Hessen. In een vriendschappelijke wedstrijd tegen 1. FC Kaiserslautern kwamen dat jaar 13.500 supporters opdagen. In 1965/66 werd de club kampioen met 93 goals en won dat jaar met 6:1 van aartsrivaal SV Wiesbaden. De club promoveerde naar de Regionalliga, de tweede klasse onder de Bundesliga. Hiervoor moest de club de thuiswedstrijden wel in het stadion van SV Wiesbaden afwerken. Met een overwinning op 1. FC Schweinfurt 05 en een gelijkspel tegen VfR Mannheim begon het seizoen veelbelovend, maar op de derde speeldag werd de club in eigen huis van 2:4 verslagen voor 12.000 toeschouwers door Kickers Offenbach. Van dan af aan ging het bergaf met de club en de club belandde onderaan de rangschikking. In de laatste thuiswedstrijd, die ze met 0:6 verloren van SpVgg Fürth, daagden nog slechts 1500 toeschouwers op.
In 1969 degradeerde de club nog verder, maar kon na één jaar terugkeren. In 1973 volgde een definitieve degradatie van het voetbal op een hoger niveau. In de jaren tachtig speelde de club nog enkele jaren in de Landesliga (toen vierde klasse), sindsdien speelt de club in de lagere regionen van het Duitse voetbal. 

## Erelijst
Kampioen Hessen
1920